# Николов, Ока
Орхей (Ока) Николов (макед. Орхеј «Ока» Николов, нем. Oka Nikolov; 25 мая 1974) — македонский футболист, вратарь.

## Карьера

### Клубная карьера
Будучи уроженцем немецкого города Эрбаха, детство провёл в Сандбахе и в раннем возрасте поступил в академию одноименного клуба, затем перешёл в клуб «Дармштадт 98», а затем в «Айнтрахт» из Франкфурта, где и подписал профессиональный контракт с этим клубом. С 1994 года защищал ворота «орлов», провёл 342 игры (221 игра в Первой Бундеслиге и 121 игра во Второй Бундеслиге). Основным вратарём клуба стал после ухода Андреаса Кёпке. Чаще всего защищал ворота команды во Второй Бундеслиге, помогая клубу вернуться в Первую Бундеслигу. В составе «Айнтрахта» провёл 19 сезонов.
19 июня 2013 года подписал контракт с клубом MLS «Филадельфия Юнион». 25 ноября 2013 года был отчислен из клуба.
28 января 2014 года присоединился к клубу Североамериканской футбольной лиги «Форт-Лодердейл Страйкерс». Выступал за клуб в весеннем чемпионате 2014 года.

### Карьере в сборной
Несмотря на то, что Николов родился в ФРГ и имеет гражданство этой страны, он предпочёл играть за сборную Македонии. Однако с 1998 по 2001 годы он только пять раз сыграл за сборную своей исторической родины.

### Карьера тренера
24 декабря 2015 года вернулся в «Филадельфию Юнион», войдя в тренерский штаб клуба в качестве ассистента.
8 ноября 2017 года перешёл в тренерский штаб «Лос-Анджелес Гэлакси» под руководством Зиги Шмида.
3 декабря 2018 года вновь вернулся в «Филадельфию Юнион».
27 июля 2021 года присоединился к «Ди Си Юнайтед».
8 февраля 2022 года вошёл в технический штаб ФК «Лос-Анджелес» при новом главном тренере клуба Стиве Черандоло в качестве ассистента главного тренера и тренера вратарей.

## Титулы
- Победитель Второй Бундеслиги: 1998, 2003, 2005
- Финалист Кубка Германии: 2006